# Parti radical populaire
Pour les articles homonymes, voir Parti radical.
Le parti radical populaire est le principal parti politique du royaume de Serbie, puis du royaume des Serbes, Croates et Slovènes.
Dirigé par Nikola Pašić jusqu'à sa mort en 1926, le parti prône la modernisation du royaume, la mise en place d'une démocratie libérale et la constitution d'une grande Serbie.